# C/1880 C1
C/1880 C1, Wielka Kometa Południowa z roku 1880 – kometa jednopojawieniowa, nie powróci już najprawdopodobniej w okolice Słońca. Widoczna była gołym okiem na półkuli południowej.

## Odkrycie i orbita komety
Kometę C/1880 C1 odkryto 31 stycznia 1880 roku. Osiągnęła ona swe peryhelium 28 stycznia tegoż roku, czyli jeszcze przed odkryciem, i znalazła się w odległości 0,0055 au od Słońca. 5 lutego warkocz kometarny rozciągał się na niebie na ponad 50°. Kometa była widoczna gołym okiem do 15 lutego. Poruszała się po parabolicznej orbicie o nachyleniu 144,7° względem ekliptyki. Kometa ta należy do grupy Kreutza.